# Partidul Liga Acțiunii Naționale
Partidul Liga Acțiunii Naționale (PLAN) este o formațiune politică din România, fondată în anul 2022 de către generalul în rezervă Silviu Predoiu, alături de Dumitru Constantin lacov și Alexandru Gabriel Feroiu. Partidul a fost înregistrat oficial de Tribunalul București în noiembrie 2022, conform sentinței civile nr.86/DEC/P.

## Ideologie și obiective
PLAN se definește ca o organizație politică de centru, cu orientare social-liberală, având în centrul preocupărilor sale cetățeanul și nevoile acestuia. Partidul promovează implicarea informată și asumată a cetățenilor în procesul politic, considerând că democrația funcționează optim atunci când toți cetățenii participă activ. Printre obiectivele principale se numără:
- Promovarea în funcții de responsabilitate a persoanelor cu pregătire adecvată în domeniul lor de competență.

- Clarificarea competențelor executive în stat pentru a întări mecanismele de control și echilibru.

- Reconstruirea încrederii populației în mecanismele democratice prin consultări frecvente și transparente.

- Reorganizarea administrativ-teritorială a țării pentru a eficientiza guvernarea.

- Consolidarea clasei de mijloc, considerată esențială pentru stabilitatea democrației.

## Activitate politică
În cadrul alegerilor prezidențiale din 2024, Silviu Predoiu a fost candidatul PLAN, reprezentând valorile și obiectivele partidului. De asemenea, acesta candidează din nou și la alegerile prezidențiale din 2025.
PLAN a fost implicat în discuții cu organizații ale tineretului și studenților, precum Alianța Națională a Organizațiilor Studențești din România (ANOSR), Consiliul Național al Elevilor (CNE) și Consiliul Tineretului din România (CTR), pentru a integra prioritățile acestora în programul de guvernare.

## Organizații locale
PLAN este prezent în mai multe județe ale țării, inclusiv lași și Vaslui, unde organizațiile locale contribuie activ la promovarea valorilor partidului și la implicarea comunității în viața politică.